# Evropska pot E75
Evropska pot E75 je del vseevropskega cestnega omrežja, ki je serija glavnih cest na kontinentu.
Pot E75 se začne na severu Norveške v kraju Vardø ob Barentsovem morju ter vodi na jug skozi Finsko, Poljsko, Češko, Slovaško, Madžarsko, Srbijo, Severno Makedonijo in Grčijo v Sitío na Kreti v Sredozemlju.
Glavna mesta na poti E75 so: Vardø, Vadsø, Varangerbotn, Utsjoki, Inari, Ivalo, Sodankylä, Rovaniemi, Kemi, Oulu, Jyväskylä, Heinola, Lahti, Helsinki, Gdansk, Świecie, Łódź, Piotrków Trybunalski, Katowice, Žilina, Bratislava, Győr, Budimpešta, Szeged, Beograd, Niš, Kumanovo, Skopje, Solun, Larissa, Lamia, Atene, Haniá, Heraklion, Ágios Nikólaos, Sitía.